# Cory Remekun
Cory Remekun (Mesquite, Texas, 15 de julio de 1991) es un exbaloncestista estadounidense que disputó siete temporadas como profesional, todas ellas en Europa. Con 2,03 metros de estatura, jugaba en la posición de ala-pívot.

## Trayectoria deportiva

### Universidad
Jugó cuatro temporadas con los Billikens de la Universidad de Saint Louis, en las que promedió 3,0 puntos y 2,2 rebotes por partido. Acabó su carrera empatando en el tercer puesto de máximos taponadores de la historia de la universidad, con 113, y empatado también en primer puesto del apartado de partidos disputados, con 133.

### Profesional
Tras no ser elegido en el Draft de la NBA de 2013, firmó su primer contrato profesional con los Dragons Rhöndorf de la ProB, el tercer nivel del baloncesto alemán, con los que disputó una temporada en la que promedió 13,4 puntos, 8,0 rebotes y 2,6 tapones por partido.
En octubre de 2014 firmó con el A.E. Neas Kīfisias de la A1 Ethniki griega. Disputó únicamente once partidos, en los que apenas tuvo participación, promediando 2,4 puntos y 1,8 rebotes. Tras ser cortado, en enero de 2015 fichó por el HKK Široki de la liga bosnia, donde acabó la temporada, promediando 7,5 puntos, 8,2 rebotes y 2,0 tapones por encuentro.
En octubre de 2015 volvió a cambiar de país y de liga, al fichar por el Rogaška Crystal de la liga eslovena, jugando una temporada como titular, en la que promedió 11,6 puntos y 7,8 rebotes por partido.
El 5 de julio de 2016 se comprometió con el KK Helios Domžale, también de Eslovenia, jugando una temporada en la que promedió 6,9 puntos y 4,5 rebotes por partido. En octubre de 2017 cambió de nuevo de país al firmar con el Lille Métropole Basket Clubs de la Pro B, la segunda división francesa. En su primera temporada en el equipo francés promedió 6,5 puntos y 4,0 rebotes por partido.